# Phil Evans
Phil Evans (Cardiff, 12 luglio 1980) è un ex calciatore gallese naturalizzato sudafricano, di ruolo centrocampista.

## Carriera

### Club
Ha sempre giocato nel campionato sudafricano.

### Nazionale
Ha esordito in Nazionale nel 2003.